# Vindings Spiel
Vindings Spiel ist ein Roman von Ketil Bjørnstad, erschienen 2004 bei Aschehoug unter dem norwegischen Originaltitel Til musikken (deutschsprachige Erstausgabe 2006 im Insel Verlag). Dabei handelt es sich um den ersten Band einer Romantrilogie, die das Leben des Jungpianisten Aksel Vinding im Alter von 15 bis 20 beschreibt (Band 2: Der Fluss; Band 3: Die Frau im Tal).
In dem Romanwerk führt Bjørnstad autobiographische und fiktive Aspekte undeklariert zusammen zur Beschreibung des menschlichen und künstlerischen Werdegangs seines Protagonisten. Nachvollziehbar autobiographischen Hintergrund haben vor allem Angaben zu Aksel Vindings Alter und zu topographischen Gegebenheiten im Wohnumfeld des Heranwachsenden, wie sich aus Bjørnstads sechsbändiger Autobiographie Die Welt, die meine war ergibt. Vindings Spiel behandelt neben der Bedeutung von Musik und Klavierspiel für Aksel vor allem sein tragisches Liebesverhältnis zu Anja Skoog, die als zunächst erfolgreichste unter den jungen Pianisten vom Ehrgeiz ihres Vaters in eine tödliche Magersucht getrieben wird.

## Gliederung und Gestaltung
Der Roman ist in drei Teile und einen Epilog gegliedert, die jeweils mit Überschriften versehene kleinere Abschnitte umschließen. Erzähler aus der Ich-Perspektive ist die Hauptfigur Axel Vinding selbst, der sein Leben und Innenleben im zeitlichen Nacheinander entfaltet. Die Darstellung wechselt zwischen Verlaufsschilderungen, Dialogen und Selbstreflexionen des Protagonisten. Authentische Orts- und genaue Zeitangaben vermitteln den Eindruck, einem realen Geschehen beizuwohnen.
Im ersten Teil geht es um das innerfamiliäre Drama, in dem der Osloer Jugendliche heranwächst, sein erstes Verliebtsein und den von seiner Schwester verursachten Misserfolg, den er im Nachwuchswettbewerb der Pianisten erleidet. Der zweite Teil handelt von der verwickelten Annäherung Aksels an die von ihrem Vater Bror abgeschirmte Anja Skoog und von der Entstehung einer Gemeinschaft ehrgeiziger junger Pianisten, unter denen Rebecca Frost als Erste unglücklich debütiert. Im dritten Teil wechselt Aksel von seinem bisherigen Klavierlehrer zu der international gefeierten Konzertpianistin Selma Lynge, erlebt das Scheitern der bereits stark geschwächten Anja bei ihrem Konzertdebüt und ihr längeres Verschwinden sowie den Suizid ihres Vaters. Im Epilog begleitet er die ausgemergelte Anja gemeinsam mit ihrer Mutter Marianne in den Tod.

## Romaninhalt und -personal

### Tödliches Familiendrama
Aksel und seine um zwei Jahre ältere Schwester Cathrine müssen oft den lautstark ausgetragenen Streit ihrer Eltern ertragen, die zu keiner harmonischen Lebensgestaltung finden. Der Vater verdient sein Geld mit dem Ankauf und der Vermietung von Wohnungen, für deren Instandhaltung meist das Geld nicht reicht.; die Mutter jobbt in Kultureinrichtungen und vermittelt ihrem Sohn die Liebe zur Musik und zum Klavierspiel. An einem Augustsonntag 1966 macht sich die vierköpfige Familie wie üblich für Picknick und Sonnenbad zu Fuß auf zum nahegelegenen Zigeunerfelsen am Fluss. Die vom Weingenuss stark alkoholisierte Mutter besteht darauf, an eben jener Stelle im stark strömenden Wasser ein Bad zu nehmen, an der Aksel vor Jahren von seinem Vater in letzter Stunde gerettet wurde. Sie kann sich nicht halten und auch der ihr beispringende Vater schafft das nicht, der aber von Aksel gepackt wird, damit die Geschwister nicht in einem Zug Vollwaisen werden. Die in den Strudeln forttreibende Mutter erleidet tödliche Kopfverletzungen. (S. 7–9)

### Rückhalt an der Musik
Aksel zieht es in der Folge oft zum Nachdenken in ein Erlengebüsch an jenem Kolk unterhalb des Wasserfalls, in dem seine Mutter nach zweitägiger Suche tot aufgefunden wurde. Er beschließt, sich künftig ganz der Musik zu widmen, dem Geschenk das seine Mutter ihm hinterlassen hat, und sich mit Debussy und Bach auf den Nachwuchswettbewerb im kommenden Jahr vorzubereiten. Bald erlegt er sich ein vierstündiges Übungsprogramm täglich daheim an jenem Klavier auf, das bereits der Großmutter diente, einer Kinopianistin zu Stummfilmzeiten. Die Schule schwänzt Aksel nun häufig. „Wenn ich übe, gibt mir die Übung Sinn genug. Ich kann mich in der Musik verlieren, mich in Details begraben, auf meine imaginäre Wut loshämmern oder Chopin spielen, um mich auszuheulen.“ (S. 29)

### Geliebte Konkurrentin
Trotz nur gelegentlicher, flüchtiger Kontakte ist Aksel in ein Mädchen verliebt, das in seiner Nähe wohnt, Anja Skoog. Als er in abendlicher Dunkelheit wieder einmal in seinem Erlengebüsch sinniert, an dem sie zufällig gerade vorbeispaziert, erschrickt sie vor seiner Gestalt und läuft um Hilfe rufend nach Hause. Ihr Vater, der Gehirnchirurg Bror Skoog, sucht mit zwei weiteren Männern nach dem vermeintlichen Übeltäter; sie entdecken ihn aber mit ihren Taschenlampen im Dunkeln nicht. Wegen einer Verletzung der linken Hand sieht sich Aksel für den Nachwuchswettbewerb gehandicapt und zur Minderung des technischen Anspruchsniveaus gezwungen. Nicht Chopins Revolutionsetüde, mit der er schon geglänzt hat, übt er nun ein, sondern Debussys Claire de Lune. (S. 56–60)
An dem Tag, der die Weichen für seine Zukunft als Pianist stellen soll, ist er spät dran und trifft auf dem Weg zur Tram Anja wieder, die die Straßenbahn noch so gerade erreicht, während er stürzt und sich die Knie aufreißt. Sie sorgt beim Schaffner dafür, dass er noch mitgenommen wird. Erst unmittelbar vor dem Konzertsaal realisiert Aksel überrascht, dass auch Anja sich auf dem Weg zur Teilnahme am Wettbewerb der jungen Talente befindet. Bislang war es – anders als bei der Reederstochter Rebecca Frost – ein Geheimnis, dass Anja Skoog sich mit der berühmten Konzertpianistin Selma Lynge auf das Ereignis vorbereitet hat. Alle drei sind an diesem Tag unter denen, die nach ihrem Vorspiel von der Jury für die Endausscheidung nominiert werden. (S. 62–79)

### Anjas Triumph und Aksels Debakel
Aksels Versuch, mit Anja Skoog telefonisch in Kontakt zu treten, scheitert an ihrem Vater, der sie abschirmt. Einen Strauß mit 12 langstieligen roten Rosen und Grüßen vom Absender, den er ihr vom Blumenhändler zustellen lässt, erreicht sie ebenfalls nicht, wie beider nächstes Zusammentreffen Aksel zeigt. Der Tag der Endausscheidung vor voll besetztem Saal wird zu Anjas Triumph über die gesamte Konkurrenz. „Im Nu ist sie durchs Ziel geschossen, ohne einen einzigen Fehlgriff, ohne ein Zögern, empfangen von donnerndem Applaus und Bravorufen. Das will kein Ende nehmen.“ Sie kann sich angesichts der Publikumsbegeisterung sogar die Regelwidrigkeit einer ebenfalls gefeierten Zugabe nehmen: Edvard Griegs Hochzeit auf Troldhaugen. (S. 84–98)
Aksel, der direkt nach ihr dran ist, sieht seine verbleibende Chance darin, das nun wieder nüchtern abwartende Publikum durch eine lyrisch-getragene Darbietung von Claire de Lune zu bezaubern. Er empfindet sich auf gutem Weg dahin, als gegen Ende seines Vortrags jemand lauthals mit Bravorufen dazwischenfährt und gar nicht wieder damit aufhört, bis der Saaldienst einschreitet: gegen Aksels Schwester Cathrine. Er spielt das Stück zu Ende und empfängt dafür mitfühlenden Applaus. Der zweite Preis nach Anja Skoog geht an Rebekka Frost, der dritte an Margrethe Irene Floed, die Aksel schon wegen ihrer Zahnspange eher abstößt. Doch sagt sie ihm, dass eigentlich er Sieger hätte sein müssen; und Rebecca rettet ihn bei der Nachfeier mit ihrem Witz und ihrer Munterkeit über den für ihn verdorbenen Abend. (S. 99–109)

### Mit Anja auf dem Brunkollen
Der nun 17-jährige Aksel gewinnt die ein Jahr jüngere Anja für eine gemeinsame Wanderung auf den nordwestlich Oslos gelegenen Brunkollen. Ihre Zusage kommt spontan; ihre Eltern sind verreist. In dem Gespräch, das sie auf der Bergtour miteinander führen, macht Anja deutlich, dass sie die Gesellschaft der anderen jungen Pianisten und deren Treffen bei Konzerten nie vermisst hat. Ihr daheim mit der neuesten und teuersten Soundtechnik umgehender Vater, auf den sie große Stücke hält, deckt sie mit Aufnahmen aus den bedeutendsten Konzerthäusern der Welt ein; mehr brauche sie nicht. Angekommen auf dem Gipfel, begegnen sie einer leicht aufdringlichen Studentengruppe und suchen das Abseits. Den von Aksel mitgebrachten Wein schlägt Anja aus, sodass er die Flasche allein leert und einschläft, während sie sich sonnt. Wieder aufgewacht erklärt er ihr seine Liebe und küsst sie auf die Stirn, was sie geschehen lässt, ihm dann aber freundlich-distanziert fernerhin untersagt. Auf dem Rückweg irrt sich Aksel auf der Suche nach einer Abkürzung und gerät mit ihr in die Schussbahn eines Schießplatzes. Sie wird vor Schreck kurz ohnmächtig, geht dann aber doch den Weg ohne fremde Hilfe mit ihm zurück nach Hause. (S. 119–140)

### Formation der „jungen Pianisten“
Nach der ungünstig ausgegangenen Brunkollen-Wanderung hat Aksel länger keinen Kontakt mehr zu Anja. Da ruft Rebecca ihn an, um ihm eine Einladung des für klassische Musiker in Oslo wichtigsten Impresarios W. Gude mitzuteilen, der die jungen Pianisten-Talente zu einem gemeinsamen Treffen einlädt: für Aksel nicht zuletzt eine willkommene Gelegenheit, Anja wiederzusehen. Zudem sucht er nach seinem jüngsten Misserfolg nach neuen Herausforderungen mit den langfristigen Zielen des Tschaikowski-Wettbewerbs in Moskau und des Königin-Elisabeth-Wettbewerbs in Brüssel. „Vielleicht ist W. Gude die Rettung. Er hat einen Zauberstab. Er kann uns den Weg zur Carnegie Hall zeigen.“ Der begrüßt den nach allen anderen eintreffenden Aksel aufstehend mit Handschlag: „Hier bist du endlich, unser letztes großes Talent.“ (S. 157 f.) W. Gude zeigt sich begeistert von den miterlebten Leistungen bei der Endausscheidung, von Anjas Virtuosität, Rebeccas Charme, Margrethe Irenes Sorgfalt, Ferdinands kontemplativer Stimmung und Aksels lyrischem Talent. Er sagt ihnen eine große Zukunft voraus und bietet ihnen auf dem Weg dahin seine Hilfe an. Anja will wissen, ob das alles sei, stößt den Impresario vor den Kopf, erklärt, viel zu tun zu haben, und verlässt die Veranstaltung. Der ihr noch kurz in die Garderobe folgende Aksel erfährt, dass sie bereits für Ravels G-Dur-Konzert mit den Philharmonikern im kommenden Jahr vorgesehen ist. Sie wolle und werde ihren eigenen Weg gehen. (S. 159–162)
Im Fortgang des Einladungstreffens eröffnet Rebecca, dass sie mit W. Gudes Unterstützung noch in diesem Herbst am 11. November ihr Debüt-Konzert geben werde, nachdem Selma Lynge sie praktisch dazu aufgefordert habe. Die verbliebene Runde erweist ihr für diesen Mut großen Respekt. Rebecca strahlt Zuversicht aus, in ihrem Konzertprogramm zeigen zu können, dass mehr in ihr steckt als nur die reiche Reederstochter. W. Gude lässt mit Champagner darauf anstoßen und verlässt sodann seine Schützlinge. Margrethe Irene lädt die anderen ein, den Abend bei ihr zu Hause fortzusetzen und die Gruppe der jungen Pianisten zu gründen. Rebecca bringt einen Toast auf Aksel aus, der von ihnen allen den wichtigsten Beitrag für den Ruf der Gruppe leisten werde. Margrethe Irene, die Aksel im Rotwein-Rausch schon attraktiver findet, überredet ihn, nach der Heimkehr der anderen noch bei ihr zu bleiben. Trotz Rebeccas Warnung zum Abschied lässt sich Aksel von Margrethe Irene zum Petting verführen, wobei seine Gedanken bei Anja sind. (S. 162–175)

### Familie Skoog
An einem Tag in den Herbstferien ruft Anja Aksel an und lädt ihn zu sich nach Hause ein in die ausgesucht teure Wohnlandschaft ihres Vaters zum gemeinsamen Musikgenuss, ohne dass Aksel eine Annäherung darüber hinaus wagt. Schließlich schrecken beide auf, als plötzlich ihr Vater in der Tür steht und Aksel ohne große Umstände hinauskomplimentiert. Nun sucht und findet Aksel Kontakt zu Anjas Mutter Marianne, einer Gynäkologin, die er in seiner Liebe zu Anja um Hilfe bittet. Da erzählt Marianne, dass sie erst 18 war, als Bror sie schwängerte und vergeblich wünschte, sie möge abtreiben; dass er danach Schuldgefühle entwickelte und zum Ausgleich Anjas Erziehung gebieterisch an sich zog. Die Ehe sei zerrüttet, und Marianne wolle mit der Scheidung nur noch übers Jahr warten, bis Anja 18 sei. Aksel ist frappiert von der Ähnlichkeit zwischen Mutter und Tochter. (S. 180–195)

### Rebeccas Debüt-Missgeschick
Margrethe Irene und Aksel vergnügen sich auf die von ihr angelegte Weise nun regelmäßig und bilden, für Aksel oft peinlich, auch nach außen hin ein Paar. So auch, als sie mit anderen Freunden von Rebecca zur Generalprobe am Vorabend ihres Konzertdebüts eingeladen sind. Diese möchte für ihren großen Auftritt noch von möglichst freimütiger Kritik profitieren. Innerlich attestiert Aksel ihr erstaunliche technische Fortschritte, merkt ihrem Spiel aber auch die Ansagen und Vorgaben Selma Lynges an. Da es für eine förderliche Kritik ohnehin viel zu spät wäre, fährt Rebecca hauptsächlich unter dem Eindruck des warmen Applauses ihrer Freunde mit gerade erworbenem Führerschein im neuen Saab Cabriolet nach Hause. (S. 195–200)
Das Konzertdebüt der Reederstochter beschäftigt die Zeitungen bereits im Vorfeld. Die Osloer Schickeria strömt am 11. November 1969 zahlreich in den Konzertsaal. Hier trifft Aksel, begleitet von seiner Schwester Cathrine, die bei Beifallsäußerungen diesmal Zurückhaltung gelobt hat, wie erhofft auch auf Anja. Doch demonstrativ Besitz von ihm und seiner Hand ergreift Irene Margrethe Floed. Im Kopf geht Aksel durch, was Rebecca zu leisten sich vorgenommen hat, „fast ohne Ruhepunkte, nur Schwierigkeiten; Oktaven, repititive Noten bei Ravel, fast nicht spielbare Triller bei Beethoven und heimtückische Sturmböen bei Chopin, die ekelhaften Schlusspartien in allen Balladen, die Terzen, die Quarten, noch einmal Oktaven, und die Stärke des Anschlags, die so entscheidend ist.“ (S. 203)
Als Rebecca mit ihrem perfekt mit dem Blumenschmuck harmonierenden, extravaganten Kleid die Bühne betritt und unter dem Beifall des Publikums zum Podium des erhöht stehenden Flügels gelangt, kommt sie auf dem frisch gebohnerten Parkett ins Rutschen, stolpert sie über ihr Kleid, fällt zu Boden und bleibt liegen, während Impresario W. Gude in der ersten Reihe aufspringt und zu ihr hoch eilt. Er spricht auf sie ein und hilft ihr, wieder in die Schuhe zu kommen. Rebecca fasst sich, bittet das Publikum, den Zwischenfall zu entschuldigen, und geht dann doch ihr Debüt an. Sie beginnt unsicher und mit Konzentrationsfehlern viel schlechter als am Vorabend, steigert sich aber und hält dem Druck insgesamt Stand. Während der Pause in ihrer Garderobe zuletzt allein mit Aksel, vertraut nur ihm an, dass dieses Debütkonzert zugleich ihr letztes sein wird. Sie freue sich darauf, ein völlig anderes Leben zu beginnen. Zum Fest nach dem Konzert im Hause Frost auf Bygdøy hat Selma Lynge zur allgemeinen Überraschung ihren Jugendfreund Claudio Arrau für eine Darbietung seiner Kunst gewonnen; vor diesem geht Anja anschließend auf die Knie. Selma Lynge wiederum wendet sich erstmals ernsthaft Aksel zu und nimmt ihn für künftige Lehrstunden an. Wegen einsetzender Übelkeit auf der Suche nach einer unbesetzten Toilette, gerät Aksel in ein Zimmer, in dem er den Kopf seiner Schwester Cathrine auf dem nackten Unterleib Anjas antrifft, und erbricht sich auf den rosa Seidenteppich. (S. 206–228)

### Bei der Meisterin des Klavierfachs
Ein paar Tage später passt Aksel Anja ab, um sie wegen ihrer Beziehung zu seiner Schwester zu befragen. Sie sagt, Cathrine sei eine liebe Freundin, er ein lieber Freund, dem Selma Lynge sehr zu empfehlen sei; ihr eigner Fokus sei ganz auf ihre Klaviervorhaben gerichtet. Aksel verabschiedet sich bei seinem bisherigen Klavierlehrer Synnestvedt, der ihm schon lange nichts mehr hat beibringen können, ihn aber stets an den richtigen Stellen bestärkt hat. Zur ersten Stunde bei Selma Lynge öffnet ihr Mann die Haustür, der renommierte, aber leicht ungepflegt und albern wirkende Philosoph Torfinn Lynge, dessentwegen Selma ihre Karriere beendet hat und von Wien nach Oslo gezogen ist. Schon während des ersten Stücks, das Aksel nervös und mit einigen Fehlern angeht, Chopins Klaviersonate Nr. 2 in B-Moll mit dem Trauermarsch, bearbeitet sie mit ihren Fingern seine Schultermuskulatur und gebietet ihm bei Trauermarsch flüsternd, immer langsamer zu spielen. „Ich verringere das Tempo mehr und mehr, ein überraschendes Ritardando, wie es fast niemand macht, mit Ausnahme der seltsamen Rockband aus den USA, die sich The Doors nennt. Als würde ich in eine andere Welt hinuntergezogen, eine sinnliche und übersensible Welt, in der jeder Ton seinen Eigenwert hat. Und das mir, der in all den Jahren das Langsame gepflegt hat. Aber nie habe ich es gewagt, so langsam wie diesmal zu denken. […] Und jetzt höre ich, daß sie recht hat, daß sich der Rhythmus setzt, sich von Ton zu Ton bewegt, durch die Pausen, weiter vorwärts in der Musik, in einem langen Bogen.“ (S. 245)

### Zwiespältige Erfahrungen und Perspektiven
Just am 4. Advent ruft Anja bei Aksel an, um ihn zu sich zu bitten, da ihre Eltern einer Geburtstagseinladung nach Geilo gefolgt sind und sie ihm ihren Vorbereitungsstand für Ravels Klavierkonzert G-Dur zu Gehör bringen möchte. Beim Spiel ohne Orchester ermattet Anja nach dem 2. Satz und bricht ab. Als sie dann für beide einen Salat herrichten möchte, schneidet sie sich geringfügig in die Hand und wird angesichts von etwas Blut ohnmächtig. Aksel trägt sie in ihr Schlafzimmer und stellt dabei fest, dass sie fast nur aus Haut und Knochen besteht, um die 40 Kilo wiegend. Als sie wieder zu sich kommt, lädt sie ihn ein, mit ihr zu schlafen, und kommt ihm dabei entgegen. Nur dieses eine Mal, betont sie danach, zumindest fürs Erste; sie müsse sich auf Ravel und ihren bevorstehenden Auftritt konzentrieren. (S. 257–270)
Am Silvesterabend 1969 kommen die jungen Pianisten wieder bei Margrethe Irene zusammen, ohne Anja, aber mit der ausgestiegenen Rebecca, mit der sich Aksel für ein Gespräch unter vier Augen zum Küchendienst zurückzieht. Sie, die bei ihrem unglücklichen Debüt erkannt hat, dass ihr die Musik vielleicht mancherlei war, aber jedenfalls keine Berufung ist, will nun Ärztin werden. Von Selma Lynge fühlt sie sich als Tochter eines besonders gut zahlenden Vaters ausgenutzt und bereits während der Garderobenpause bei ihrem Konzert verstoßen – trotz des danach noch von ihr inszenierten Spektakels mit Claudio Arrau. Nunmehr sei Aksel in der Gefahrenzone, denn speziell bei jüngeren Männern verfolge Frau Lynge sexuelle Interessen. Als Margrethe Irene beide zum Anstoßen auf 1970 aus der Küche holt, wünschen Rebecca und Aksel, als ihre Gläser zusammenklingen, einander wechselseitig Achtsamkeit auf ihr Lebensglück. Nachdem alle gegangen sind, zieht sich Margrethe erstmals ganz vor Aksel aus und bringt ihn dazu, richtig mit ihr zu schlafen, diesmal ohne Abneigung seinerseits. (S. 272–286)

### Folgenreiches Debakel
Der Tag von Anjas Konzert ist da. Aksel, seine Schwester, Margrethe Irene und Rebecca sind von Anja mit Platzkarten versorgt. „Wir kommen die Treppen hinauf zum Nationaltheater. Der gewohnte Weg. Ich bin ihn so viele Male gegangen. Der Weg zu einem Konzert. Die anderen hören die Beatles oder die Rolling Stones. Wir sind die Abweichler. Wir kaufen dicke Notenhefte. Wir sitzen an unseren Instrumenten. Wir sind an Samstagen zu Hause. Wir ersetzen Keith Richard und John Lennon durch Jascha Heifetz und Gina Bachauer.“ Am Eingang zum Foyer begrüßt Bror Skoog unüblicherweise jeden Besucher mit Handschlag, obwohl seine Tochter nicht die Einzige ist, die in dieser Veranstaltung debütieren wird; und diese anderen machen ihre Sache vor der Pause sehr gut. (S. 295–301)
Wegen der merklichen Nervosität in Anjas persönlichem Umfeld beschleichen Aksel schlimme Vorahnungen. Als Anja das Podium betreten hat und ins applaudierende Publikum schaut, begegnet sie unverhofft Aksels Blick und wirkt irritiert. Er hätte weiter hinten sitzen sollen, Irene Margrethe hat die Platzkarten vertauscht. Der erste Satz geht zügig und fehlerfrei vonstatten, auch wenn Anja nach Aksels Eindruck Mühe hat, dem Tempo des Dirigenten zu folgen. In dem für die Solisteninterpretation herausfordernden zweiten Satz aber unterläuft Anja erst ein arger Verspieler, und bald darauf verliert sie völlig den Gedächtnisfaden und findet auch nicht wieder zum weiterspielenden Orchester. Sie nimmt die Finger von den Tasten, schüttelt den Kopf und verharrt, bis der Dirigent abbricht. Der spricht mit ihr, sie findet zu ihrem Part zurück und kann das Konzert zu Ende spielen. Aber den Schock ihres fatalen Aussetzers im zweiten Satz wird keiner der Anwesenden im Saal je vergessen, denkt Aksel. Auf dem Weg in die Garderobe wird Anja ohnmächtig. Als Aksel nach dem Abgang ihrer Eltern allein mit ihr sprechen kann und sie damit trösten will, dass sie doch mit vollem Einsatz zurückgekommen sei, erwidert sie: „Niemand gewinnt einen Abfahrtslauf mit einem Sturz. Es hilft nichts, den Schanzenrekord zu brechen, wenn Du bei der Landung auf die Nase fällst.“ Sie beide hätten nun jedenfalls keine gemeinsame Zukunft. (S. 302–311)

### Anjas Ende
Während bald danach alle Jungpianisten mit Aksel, der die Schule geschmissen hat, ihr Abitur feiern, bleibt Anja, die es auch bestanden hat, für Aksel unauffindlich. Nachdem er die intime Beziehung mit Margrethe Irene nunmehr entschlossen beendet hat und bald wohnungslos zu sein fürchtet, weil sein Vater das Familienheim wegen Geldmangels verkaufen muss, bekommt er unverhofft Nachricht, dass Synnestvedt verstorben ist und ihm seine Wohnung samt Klavierflügel vererbt hat. Es ist nun Mai und Fliederblüte, als er von Marianne Skoog einen Anruf erhält, dass Anja wieder zu Hause sei und dass er gern beide besuchen kommen möge. Er findet Anja noch weiterhin dramatisch abgemagert vor. Sie steht nach einem Sanatoriumsaufenthalt wohl unter Psychopharmaka und äußert offensichtlich unrealistische Zukunftspläne. Unter vier Augen stellt Aksel ihre Mutter Marianne zur Rede wegen Anjas desolaten Gesundheitszustands. Diese erklärt, in dem hermetischen Vater-Tochter-Verhältnis keine Einwirkungsmöglichkeiten gehabt zu haben. Gerade eben aber habe sie ihren Mann in der Sache bei der Polizei angezeigt. (S. 312–336)
Daheim trifft Aksel auf eine neue Frau an der Seite seines Vaters. Sie hat ihn dafür gewonnen, mit ihr nach Synmøre zu ziehen und von dort aus ihren Damenunterwäsche-Vertrieb mitzuorganisieren. Die Schallplattensammlung der verstorbenen Mutter Åse soll nicht zuletzt dafür zu Geld gemacht werden. Das Telefon mit Mariannes Anruf hört Cathrine zuerst: Bror Skoog hat sich im eigenen Keller mit einer Schrotflinte erschossen. Seine Beisetzung findet ohne Anja statt, der auch ein Klinik-Aufenthalt nicht mehr hilft. Eine Lungenentzündung zehrt den entkräfteten Körper endgültig auf. Vor dem Sterben wieder daheim, spricht sie mit Aksel noch einmal über Schubert, den zweiten Satz im C-Dur-Quintett – nicht für Klavier geschrieben –, und gibt ihm die letzten Worte mit: „Suche nach mir irgendwo zwischen der Bratsche und der zweiten Violine.“ (S. 344) Nach seinem Abschied von der Toten zieht es Achsel zum Erlengebüsch und zum Fluss, den er bis zu den Knien im Wasser durchquert, um am anderen Ufer zum Sandbunnveien aufzusteigen und sich von der ihn mit offenen Armen empfangenden Selma Lynge trösten zu lassen. (S. 339–346)

## Rezeption
Martin Halter fand den Roman am 20. Juni 2006 in der FAZ nordisch kühl und gemütsschwer, mit einem „ansehnlichen Panorama an Seelenqualen und verstümmelten menschlichen Beziehungen auf der Habenseite.“ Insgesamt beurteilte er ihn halb gelungen als vermutliche Beschreibung und Bewältigung von Bjørnstads eigenen Erfahrungen in seiner Jugend und bei der Jungpianistenkarriere. Sehr ernste Musik sei dabei herausgekommen, ohne jedes spielerische Element.
Kathrin Kowarsch bekannte für Literaturzeitschrift.de am 19. August 2006, dieser psychologisch raffinierte und tiefgründig ausgefeilte habe Roman sie zwei Urlaubsnächte lang völlig vereinnahmt und stark beeindruckt. Es handle sich um ein zuweilen unbequemes, beinahe sprödes Buch, das sich intensiv und voller Spannung ins Bewusstsein der Leser dränge.
Konrad Heidkamp konstatierte am 19. Oktober 2006 in der  Zeit, Bjørnstad schreibe kurze Sätze, er benutze Wörter wie Töne, Akkorde oder lange Melodien. Der Rezensent zeigt sich von Komposition und Rhythmus dieses Romans beeindruckt. Es gebe kein Schwadronieren und kein Verschwinden von Motiven: jede Begleitstimme, jedes Nebenthema bleibe sichtbar.

## Ausgaben
- Til musikken. Aschehoug Verlag, Oslo 2004, ISBN 82-03-18872-9.
- Vindings Spiel. Insel-Verlag, Berlin 2006, ISBN 3-458-17292-0. (Seitenangaben und Zitate im vorliegenden Artikel gemäß dieser Ausgabe)